# ابرکرومبی اند فچ

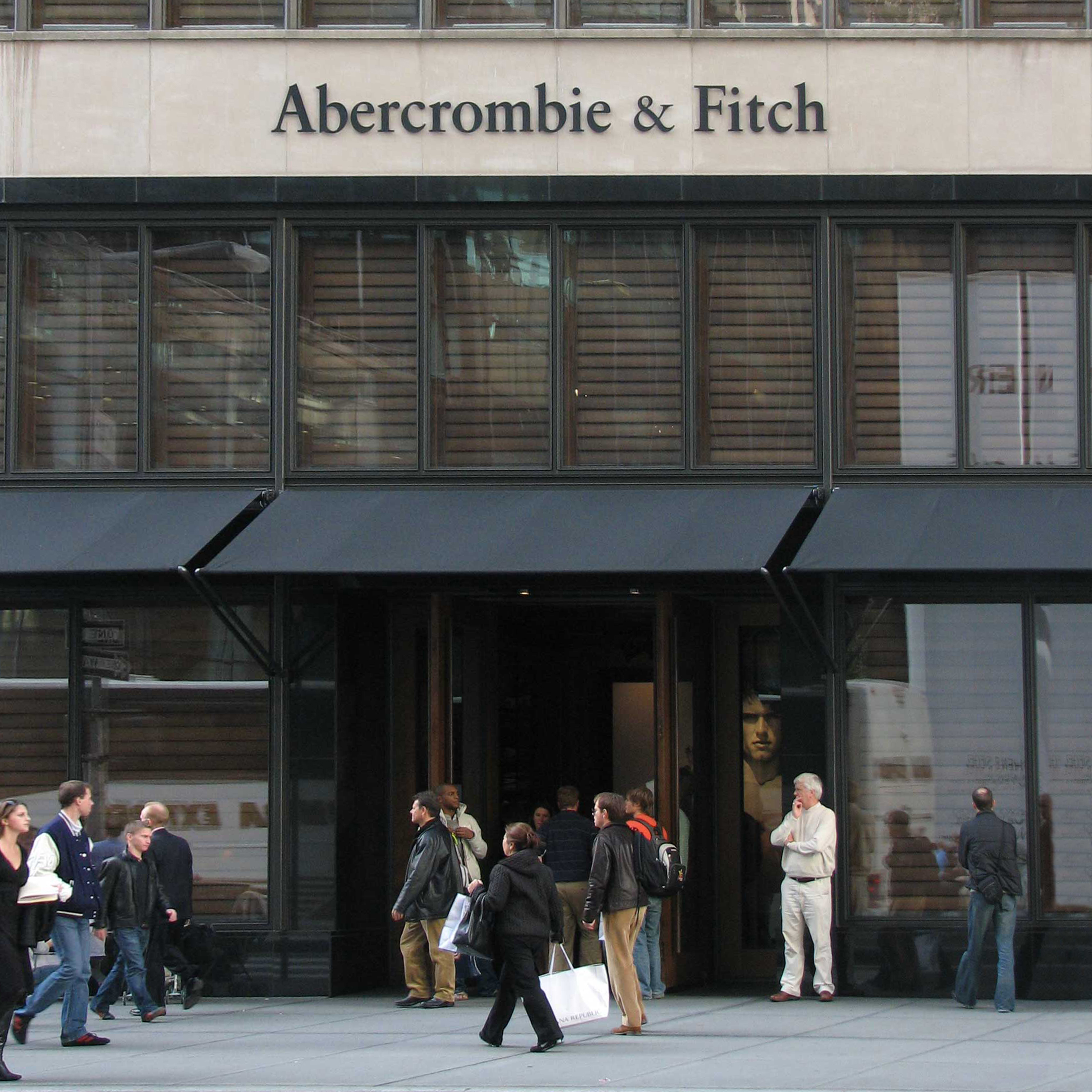
فروشگاه ابرکرومبی در نیویورک

ابرکرومبی اند فچ (به انگلیسی: Abercrombie & Fitch) یک شرکت آمریکایی فعال در زمینهٔ تولید پوشاک و با تمرکز بر لباس‌های جوانان می‌باشد که در سال ۱۸۹۲ در منهتن نیویورک تأسیس شده‌است. مؤسس‌های این شرکت دیوید ابرکرومبی و عزرا فچ می‌باشند. این شرکت مالک هالیستر کو نیز می‌باشد.